# Матаморос (Тамауліпас)
Матаморос (ісп. Matamoros), повна офіційна назва Ероїка-Матаморос (ісп. Heroica Matamoros) — місто і адміністративний центр однойменного муніципалітету в мексиканському штаті Тамауліпас. Розташоване на правому березі річки Ріо-Гранде, біля гирла річки, на кордоні зі США. Навпроти міста, на лівому березі річки, розташоване місто Браунсвілл (штат Техас).

## Історія

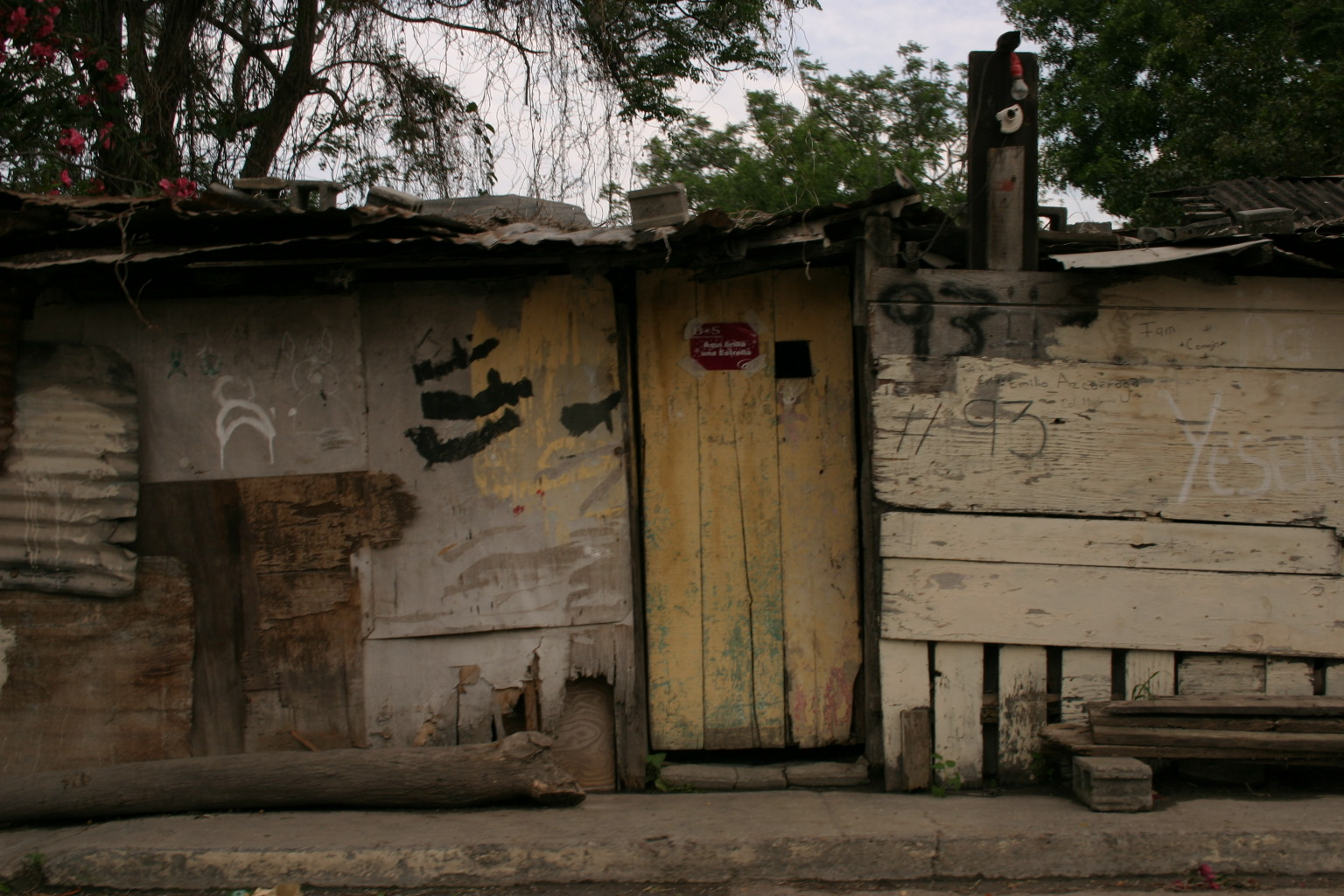
Нетрі в північній частині міста

Територія, на якій зараз розташовується місто, була заселена коавільтеками, однак їх практично повністю знищено в ході іспанського завоювання Мексики. В кінці XVIII століття іспанський уряд вжив низку заходів щодо заселення північної Мексики колоністами. 1774 року тринадцять сімей оселилися в місці, яке вони назвали Сан-Хуан-де-лос-Естерос-Ермосос. 1793 року тут було, як і всюди в Новому Сантандері, засновано католицьку місію. 1826 року місто було перейменовано в Матаморос на честь Маріано Матамороса, героя війни за незалежність Мексики.

## Цікаві факти
Місто набуло національної популярності і сумної слави навесні 1989 року, після викриття банди серійного вбивці і окультиста Адольфо Констанцо, що скоїла серію викрадень і жорстоких убивств у місті з метою жертвоприношень.